# Atherimorpha nemoralis
Atherimorpha nemoralis är en tvåvingeart som först beskrevs av Philippi 1865.  Atherimorpha nemoralis ingår i släktet Atherimorpha och familjen snäppflugor. Inga underarter finns listade i Catalogue of Life.